# Кучер, Ксения Гавриловна
Ксения Гавриловна Кучер (1901 — 10 февраля 1973) — передовик советского сельского хозяйства, доярка молочного совхоза «Егорьевский» Министерства совхозов СССР, Егорьевский район Московской области, Герой Социалистического Труда (1954).

## Биография
Родилась в 1901 году в Винницком уезде Подольской губернии в украинской семье крестьянина. В 1920-е годы вместе с мужем проживала в селе Четвертиновка Винницкой области. Вели крепкое хозяйство, было много скотины. Позже супруга арестовали за сопротивление коллективизации. От пыток он скончался, а Ксения осталась с двумя малолетними дочерьми одна. Пережили голодомор 1930-х годов. Позже были высланы в Сибирь.
В 1935 году Ксения Гавриловна с дочерью поселяется в Егорьевске Московской области. Устраивается на работу дояркой в совхоз «Егорьевский». Жили в бараках на несколько десятков семей. В начале Великой Отечественной войны дочь Прасковья была мобилизована на фронт, стала водителем. Только после войны мать и дочь смогли начать строительство собственного дома.
Работая дояркой, в 1951 году получила от 10 закреплённых коров по 6572 килограмма молока с содержанием 246 килограммов молочного жира в среднем на одну голову за год.
За достижение высоких показателей в животноводстве в 1951 году при выполнении совхозом плана сдачи государству сельскохозяйственных продуктов и за выполнение и перевыполнение годового плана прироста поголовья по каждому виду продуктивного скота и птицы, Указом Президиума Верховного Совета СССР от 8 марта 1954 года Ксении Гавриловне Кучер было присвоено звание Героя Социалистического Труда с вручением ордена Ленина и золотой медали «Серп и Молот».
В дальнейшем продолжала трудовую деятельность. С 1965 года находилась на пенсии.
Проживала в Егорьевске. В 1970 году после обширного инфаркта прикованная к кровати поселилась у дочери в посёлке Новый Егорьевского района. Умерла 10 февраля 1973 года.

## Награды
За трудовые успехи удостоена:
- золотая звезда «Серп и Молот» (08.03.1954),
- два ордена Ленина (08.03.1954, 07.04.1949),
- другие медали.